# Ligia baudiniana
Ligia baudiniana is een pissebed uit de familie Ligiidae. De wetenschappelijke naam van de soort is voor het eerst geldig gepubliceerd in 1840 door H. Milne Edwards.